# Ернандо (округ, Флорида)
Шаблон:StateAbbr_ 28°33′ пн. ш. 82°28′ зх. д. / 28.55° пн. ш. 82.47° зх. д.
Округ Ернандо (англ. Hernando County) — округ (графство) на заході штату Флорида. Площа 1238 км².
Населення 171,233 тисячі осіб (2009 рік). Центр — місто Бруквілл.
Повіт виділений 1843 року з повітів Гіллсборо, Москюїто й Алачуа.
У повіті розташоване місто Бруквілл. Повіт входить до агломерації Тампи.

## Історія
Округ утворений 1843 року.

## Демографія
За даними перепису 2000 року загальне населення округу становило 130802 осіб, зокрема міського населення було 99591, а сільського — 31211. Серед мешканців округу чоловіків було 62130, а жінок — 68672. В окрузі було 55425 домогосподарств, 40019 родин, які мешкали в 62727 будинках. Середній розмір родини становив 2,7.
Віковий розподіл населення поданий у таблиці:
| Стать    | До 15 років | 15-21 | 22-29 | 30-39 | 40-49 | 50-65 | 65-85 | Понад 85 |
| -------- | ----------- | ----- | ----- | ----- | ----- | ----- | ----- | -------- |
| Чоловіки | 10310       | 4534  | 3698  | 6384  | 7365  | 11098 | 17427 | 1314     |
| Жінки    | 9938        | 4371  | 3969  | 7142  | 8370  | 13270 | 19492 | 2120     |

## Суміжні округи
- Цитрус — північ
- Самтер — схід
- Паско — південь